# Хедлунд, Йёте
Йёте Хедлунд (швед. Göthe Emanuel Hedlund; 31 июля 1918, Orkesta parish — 15 декабря 2003, Лидингё, Стокгольм) — шведский конькобежец, бронзовый призёр Олимпийских игр 1948 года на дистанции 5000 метров, серебряный призёр чемпионатов Европы 1947 и 1948 годов, победитель неофициального чемпионата Европы 1946 года.

## Биография
Йёте Хедлунд дебютировал на международной арене в 1939 году на чемпионате Европы в Риге и занял 16 место. Двумя неделями позднее он соревновался на чемпионате мира в Хельсинки, но по результатам трёх дистанций не отобрался на заключительную дистанцию. Пик его достижений пришёлся на послевоенное время. В 1946 году Йёте Хедлунд победил на неофициальном чемпионате Европы в Тронхейме и был вторым неофициальном чемпионате мира в Осло. В 1947 году он завоевал серебро на чемпионате Европы и повторил свой успех на следующий год. На Олимпийских играх 1948 года Хедлунд завоевал бронзовую медаль на дистанции 5000 метров, принеся Швеции первую олимпийскую медаль в конькобежном спорте. Он также участвовал на Олимпийских играх 1952 года, где занял 11 место на 5000 метров и 9 место на 10 000 метров. 
За время своих выступлений Йёте Хедлунд ни разу не был чемпионом Швеции в классическом многоборье по той причине, что с 1936 по 1961 чемпионаты Швеции проводились на отдельных дистанциях. Он 12 раз побеждал на различных дистанциях: 1500 метров (1947, 1949), 3000 метров (1947, 1949), 5000 метров (1939, 1947, 1949) и 10 000 метров (1939, 1944, 1945, 1949, 1950).
В 1952 году Йёте Хедлунд завершил спортивную карьеру. Его дочь Илва Хедлунд стала конькобежкой и выступала на двух Олимпиадах - в 1968 и 1972 годах.

## Спортивные достижения
| Год  | Чемпионат Европы | ЧМ многоборье | Олимпийские игры                             |
| ---- | ---------------- | ------------- | -------------------------------------------- |
| 1939 | 16е              | NC19          |                                              |
| 1947 | 2                |               |                                              |
| 1948 | 2                | 7e            | 20е 500 м · 8e 1500 м · 5000 м · NF 10 000 м |
| 1949 | 8e               |               |                                              |
| 1950 | 4e               | 5e            |                                              |
| 1951 | 7e               | 5e            |                                              |
| 1952 | NC16             | NF3           | 11e 5000 м 9e 10 000 м                       |

NC = не отобрался на заключительную дистанцию
NF = не закончил дистанцию